# 克羅季夫卡
47°52′50″N 32°58′24″E / 47.88056°N 32.97333°E
克羅季夫卡（烏克蘭語：Кротівка），是烏克蘭南部的村莊，隸屬尼古拉耶夫州的巴什坦卡區。該村面積0.3平方公里，海拔高度119米，2001年人口9，人口密度每平方公里30.3人。